# Đại (Chiến Quốc)

Nơi mà bị phá hoại của Đại cổ ở huyện Uất, Hà Bắc.

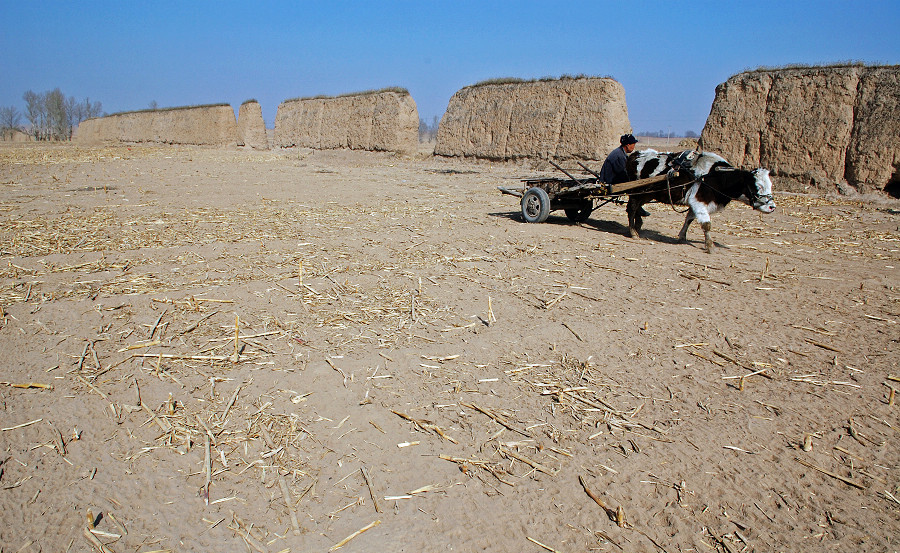
Nơi ‘Tường’ Đại (墙代) phá hoại của Đại cổ cũng ở huyện Uất, Hà Bắc.

Đại là một nhà nước chư hầu chỉ xuất hiện một thời gian ngắn từ năm 228 TCN đến 222 TCN trong thời Chiến Quốc, được xem như là một quốc gia tàn tồn của nước Triệu. Thái tử Triệu Gia, người anh trai của vua Triệu U Mục, trốn thoát với các tàn quân còn lại đến quận Đại sau khi chinh phục Triệu và đã trở thành một vị vua mới của nước Triệu. Nhà nước tàn dư của ông bị chinh phục vào năm 222 TCN do nước Tần chiến dịch chống lại nước Yên. Nơi kinh đô của ông bị phá hoại được tồn tại ở huyện Uất, Hà Bắc ngày nay, được gọi là Đại vương thành (代王城).
Đời Tần mạt–Hán Sở, một công tộc nước Triệu là Triệu Yết cũng xưng vương ở đất Đại để chống nhà Tần.